# 华东唐松草
华东唐松草（学名：Thalictrum fortunei）为毛茛科唐松草属下的一个种。种名 fortunei 以英国植物学家Robert fortune（1813-1880）的名字命名。